# 소내섬
소내섬(素內島)은 경기도 광주시 남종면 우천리에 위치한 한강 팔당호의 섬이다. 남양주 마재 마을 앞에 유유히 흐르는 강물은 정약용이 살았던 시절 만해도 얕아서 흔히 소내라 불렸다. 지금은 물 건너 멀리 보이는 소내섬까지 걸어다닐 수 있었고, 이 섬을 징검다리 삼아 마재와 서울을 잇는 두미(斗尾)까지 갈 수 있었다고 한다.